# Eric Hattan
Eric Hattan (né le 10 octobre 1955 à Wettingen) est un artiste contemporain suisse.

## Œuvre

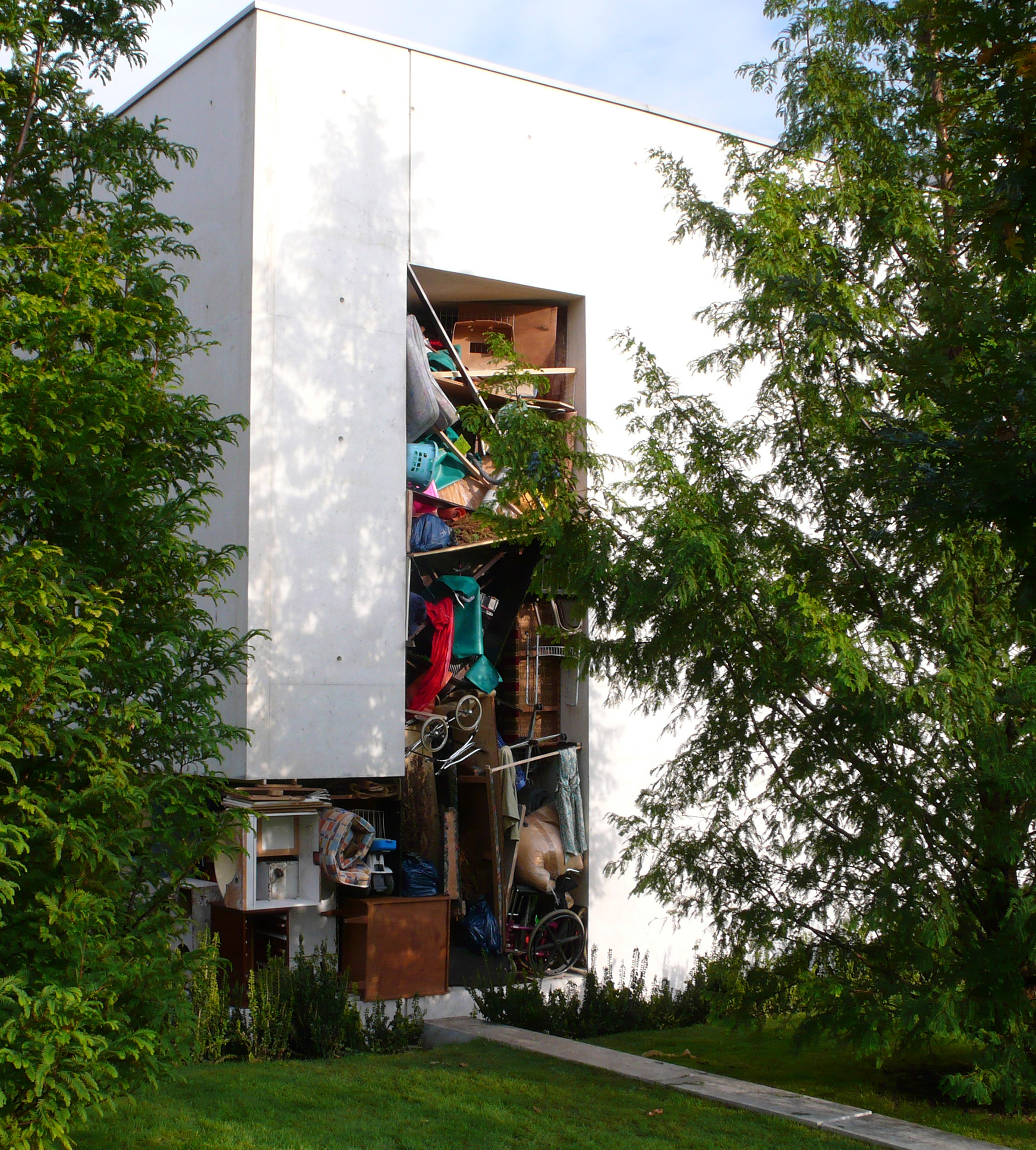
Ensemble temporaire, réalisé les 27-29 septembre 2010, MAC/VAL, Vitry-sur-Seine.

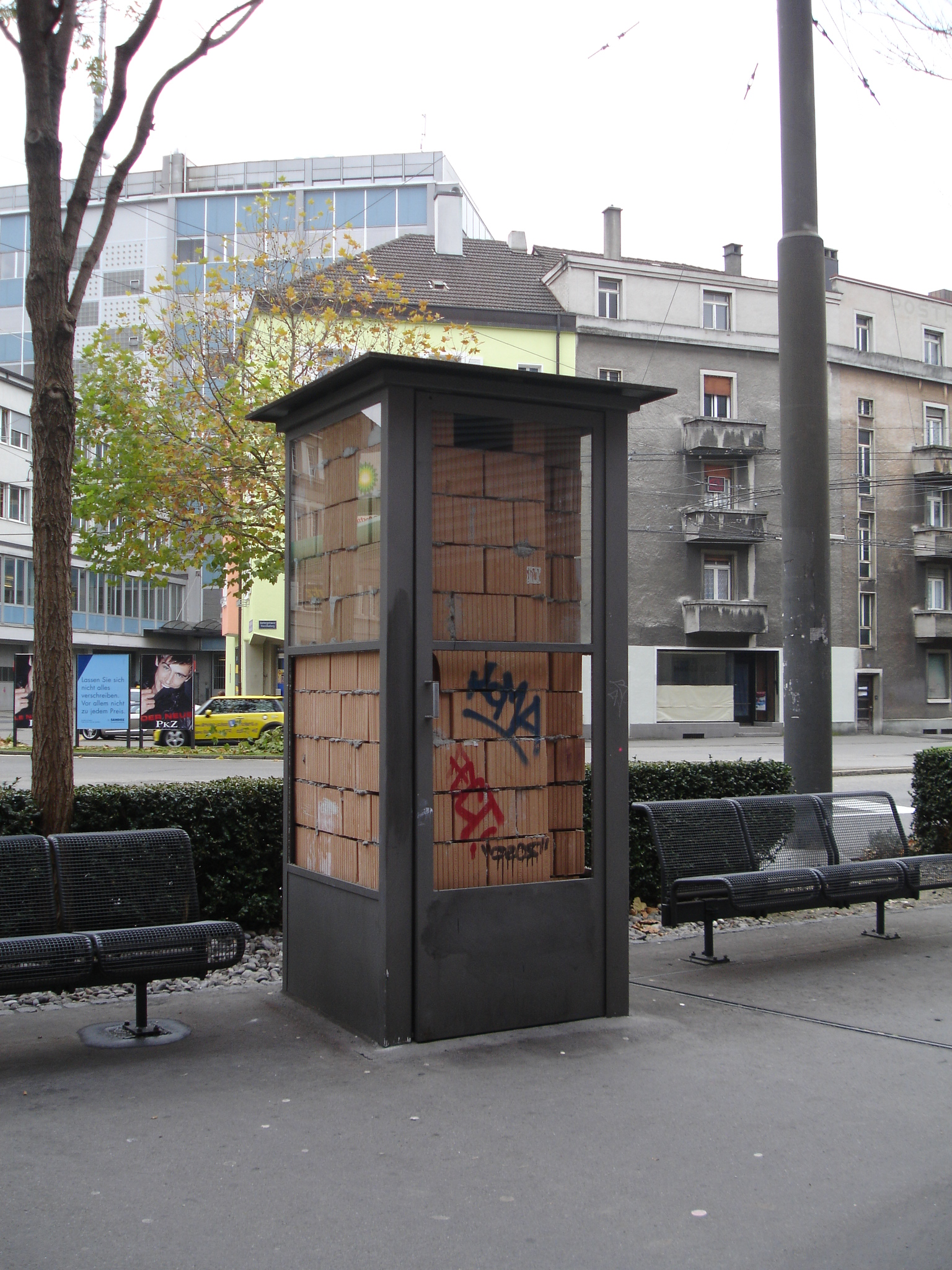
Cabine téléphonique modèle 1965, Bienne, 1994.

Eric Hattan va des objets concrets aux espaces. Il interroge les lieux, les architectures et les situations de la vie quotidienne en brisant leur ordonnancement et en contournant avec une joyeuse ironie le prétendu équilibre du monde. La réorganisation de vêtements, de mobilier, socles ou écrans joue dans son œuvre un rôle décisif. Avec un caméscope, Eric Hattan dirige son regard sur les événements de l'espace urbain. Au gré de ses pérégrinations à travers villes et banlieues, il découvre un potentiel de formes plastiques de base, qui complètent et pénètrent ses installations depuis les années 1990. L'étude phénoménologique des processus du quotidien et de leurs mouvements fortuits le conduit, et ce n'est pas un hasard, dans les chantiers de construction. Les zones d'immeubles à construire, en chantier ou peu avant leur démolition, en friche ou no man’s land, montrent des qualités sculpturales involontaires qui poussent l'artiste vers de nouvelles positions et intuitions. Ainsi les projets d'Eric Hattan dans l'espace public, la plupart du temps temporaires, témoignent d'une envie de détourner brusquement les images habituelles.
« Eric Hattan cherche à rendre sensible l’ordinaire, en redonnant une visibilité à des objets qui avaient disparu derrière leur fonctionnalité et la banalité de leur forme ».
La carrière artistique d'Eric Hattan s'est déroulée parallèlement à son engagement dans le projet autogéré Filiale, un groupe d'artistes avec lesquels il a réalisé dans les années 1980 et 1990 de nombreuses expositions et performances.
Eric Hattan vit et travaille à Bâle et Paris.

## Expositions

### Expositions personnelles
Sélection.
- 2000/2001 : Béton liquide, Aargauer Kunsthaus, Aarau / musée d'art moderne et contemporain (MAMCO), Genève
- 2003 : Kennen sie DIE? avec Werner Reiterer, musée d’art de Bâle-Campagne (Kunsthaus Baselland) Muttenz (Bâle-Campagne)
- 2003 : Liquid concrete, Swiss Institute, New York
- 2004 : Musée d’art de Bremerhaven
- 2005 : Échelle, Échec et Réverb, Musée d'art moderne et contemporain, Strasbourg
- 2005 : Vous êtes chez moi, FRAC Alsace, Sélestat
- 2007 : Eintagsfliegen, Kunstvereinsheim, Kasseler Kunstverein, Kassel
- 2007 : Eric Hattan, galerie Skopia Art Contemporain, Genève
- 2008 : S cul türe Physique, galerie Hervé Bize, Nancy
- 2009 : Carte blanche, Musée d'art contemporain du Val-de-Marne (MAC/VAL), Vitry-sur-Seine
- 2010 : Hinkel, MAP / The Chain, Düsseldorf
- 2011 : Schnee bis im Mai avec Silvia Bächli, Kunsthalle Nürnberg
- 2012 : Handarbeit, galerie Weingrüll, Karlsruhe
- 2013 : What About Sunday? avec Silvia Bächli, MK Gallery, Milton Keynes
- 2014 : FRAC Provence-Alpes-Côte d'Azur, Marseille

### Expositions collectives
Sélection.
- 2002 : in capital letters, Kunsthalle, Bâle
- 2002 : Art Unlimited, Art 33, Bâle
- 2004 : situations construites, 10 ans d'attitudes, Attitudes, Genève
- 2004 : So wie die Dinge liegen, Phoenix Halle, Dortmund
- 2005/2006 : Reprocessing Reality, château de Nyon et MoMA PS1 Contemporary Art Center, New York
- 2007 : In Situ, Le Quartier, Centre d'art contemporain, Quimper
- 2008 : Les Ateliers de Rennes, Biennale d'Art contemporain, Rennes
- 2008 : Le printemps de septembre, Espace Beaux-Arts, Toulouse
- 2010 : Art Public, Art 41, Bâle
- 2011 : The Beirut Experience I, Art Center, Beyrouth
- 2012 : Nouvelles boîtes!, Kunstmuseum, Lucerne
- 2013 : Les Pléiades 30 ans des FRAC, FRAC Midi-Pyrénées à Toulouse

## Installations

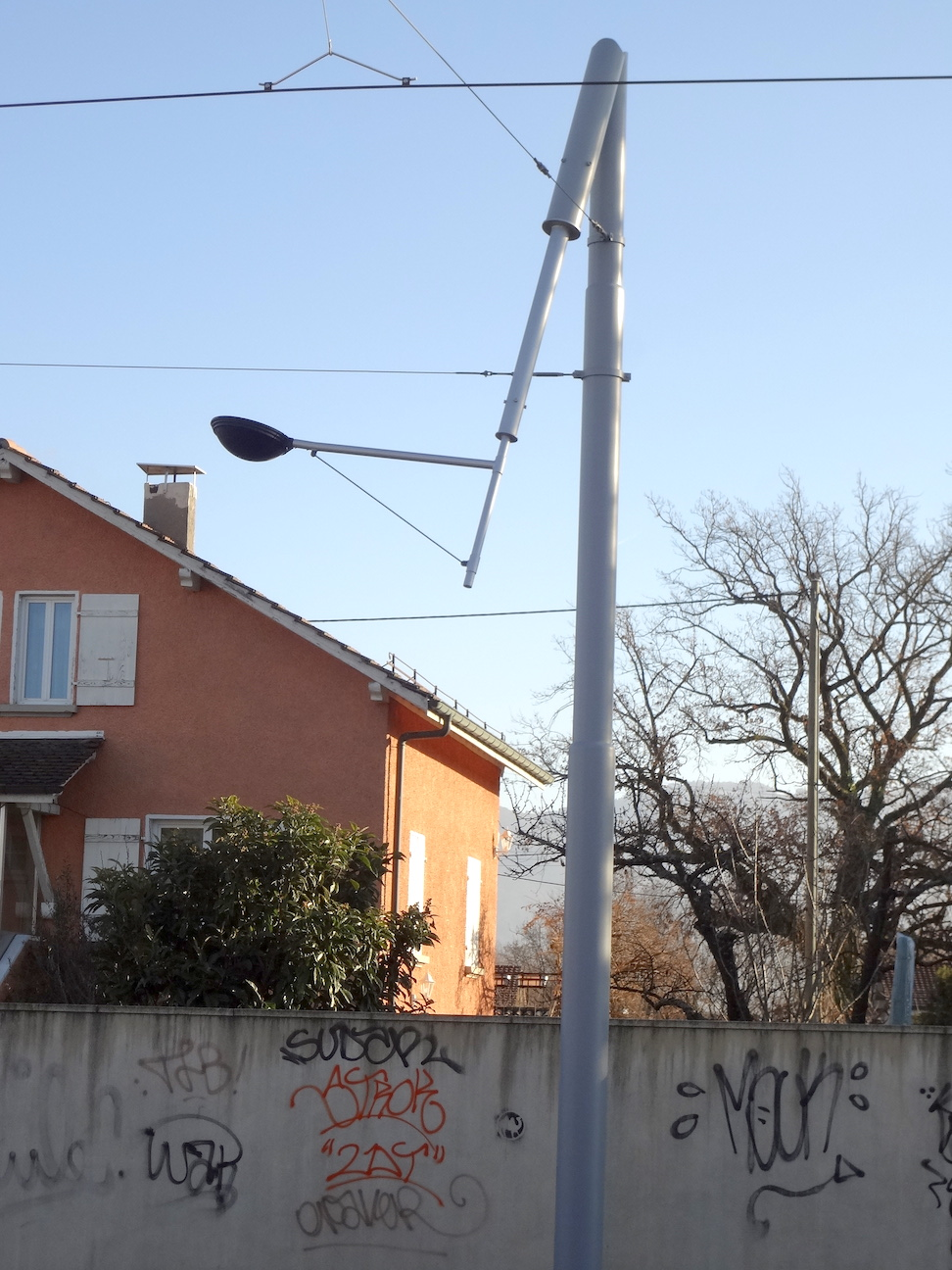
Les jeux sont faits..., Genève, 2014.

À la demande de la commune de Confignon dans le canton de Genève, Eric Hattan participe au projet « art&tram » porté par cinq communes traversées par la ligne 14 du tramway. Il modifie en 2014 les mâts de lampadaires au long de la route de Chancy : « tordu, retourné, mutant, réassemblé, chacun d’entre eux devient une sculpture unique et inattendue, parfois à la limite de l’impossible ».

## Prix
- 2016 : Prix artistique de la ville de Bâle (Kulturpreis der Stadt Basel).